# Leonhardtina
Leonhardtina is een geslacht van uitgestorven roofzoogdieren uit de onderfamilie Proviverrinae van de Hyaenodontidae die tijdens het Eoceen in Europa leefde.

## Fossiele vondsten
Fossielen van Leonhardtina zijn gevonden in Frankrijk en het Geiseldal in Duitsland. De vondsten dateren uit de European land mammal ages Grauvian en Geiseltalian.

## Kenmerken
Leonhardtina was een kleine hyaenodont met een geschat gewicht van 1 tot 3 kg.